# Wildbach (Laßnitz)
Der Wildbach ist ein Nebenfluss der Laßnitz in der Steiermark, Österreich.

## Geographie
Der Fluss entspringt am Südhang des Reinischkogels (1463 m ü. A.) im Mittelteil der Koralpe, fließt nach Südwesten steil bergab und tritt nach zehn Kilometern in das flachere Grazer Becken ein. Danach fließt er durch die Gemeinden Deutschlandsberg (Ortsteil Wildbach) und Frauental an der Laßnitz bis zu seiner Mündung in die Laßnitz.
Der Oberlauf des Wildbaches wird auch als Wildbachgraben bezeichnet.
Südlich zum Wildbach fließt parallel der auch als Niedere Laßnitz bezeichnete Oberlauf der Laßnitz.
Zwischen Laßnitz/Niederer Laßnitz und Hoher Laßnitz/Wildbach befindet sich ein Bergrücken, auf dem die Landesstraße 606 (Hebalmstraße) verläuft und die die Ortschaften Kloster und Freiland bei Deutschlandsberg liegen. Dieser Bergrücken ist teilweise an der Basis nur ca. 740, am Scheitel ca. 100 Meter breit und fällt beidseitig bis zu 180 m in die beiden tief eingeschnittenen Flusstäler ab.

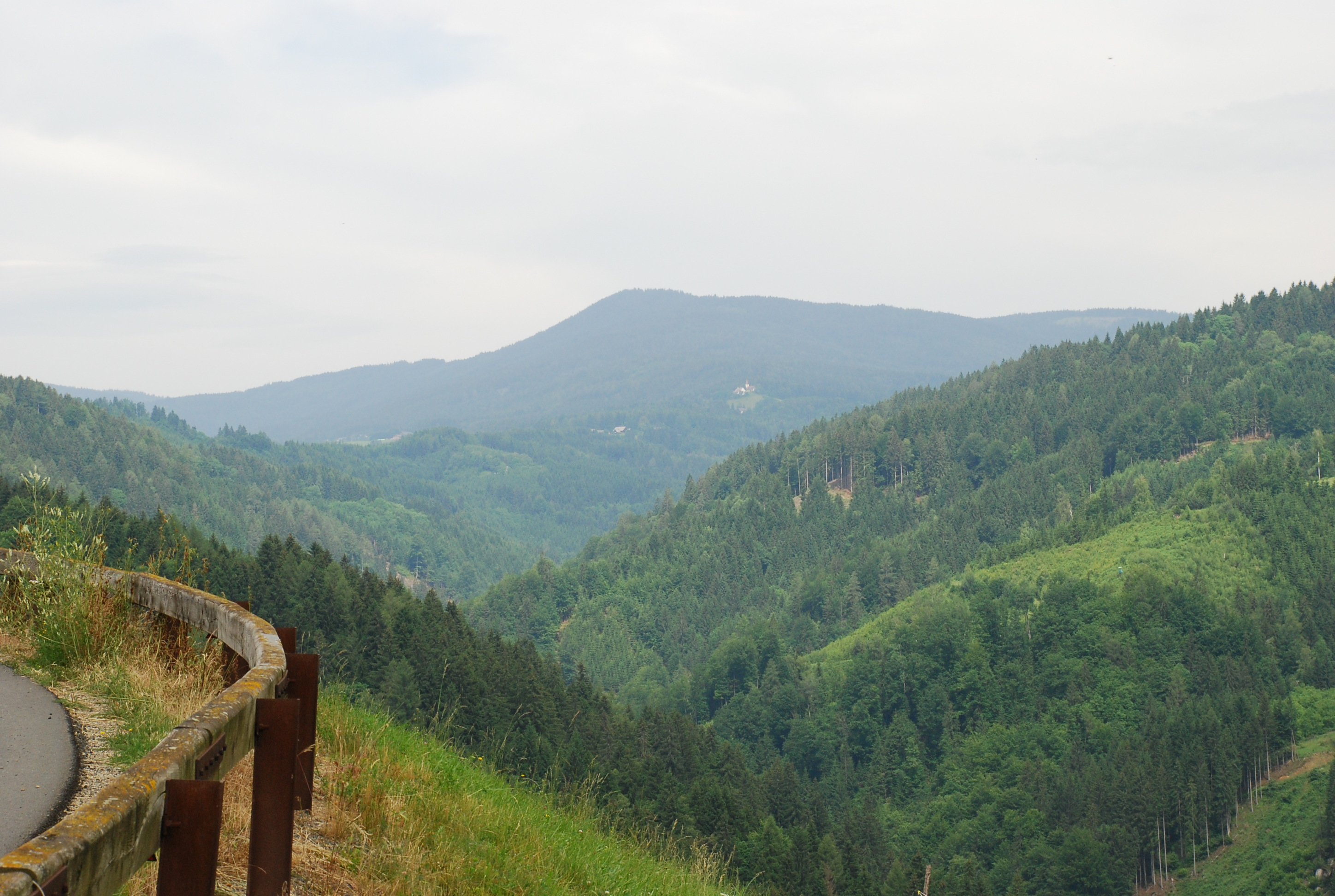
Wildbach Richtung Oberlauf: Ein tief eingeschnittenes, oft wegloses Tal
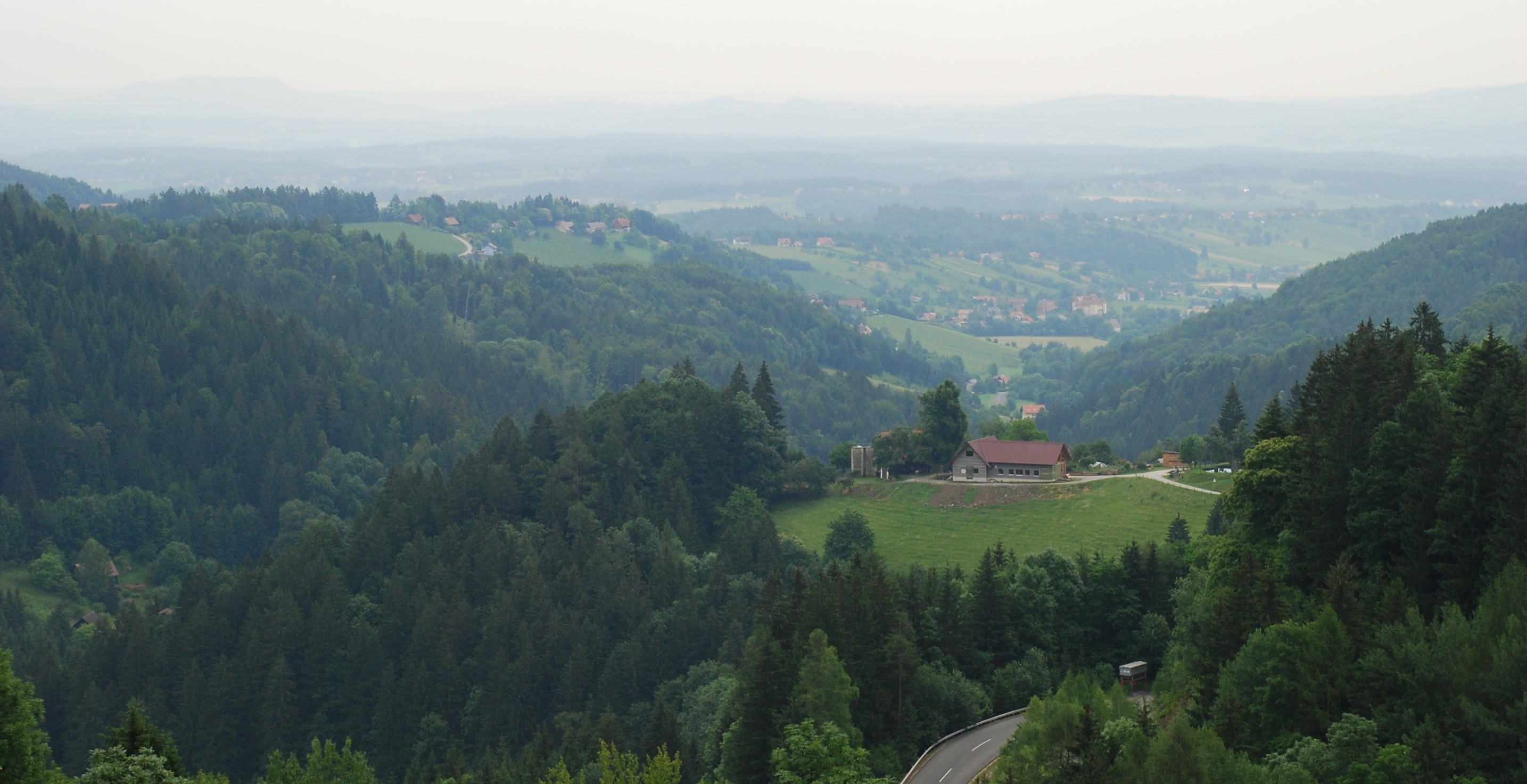
Wildbach Richtung Unterlauf: Ab dem Ort Wildbach öffnet sich das Tal
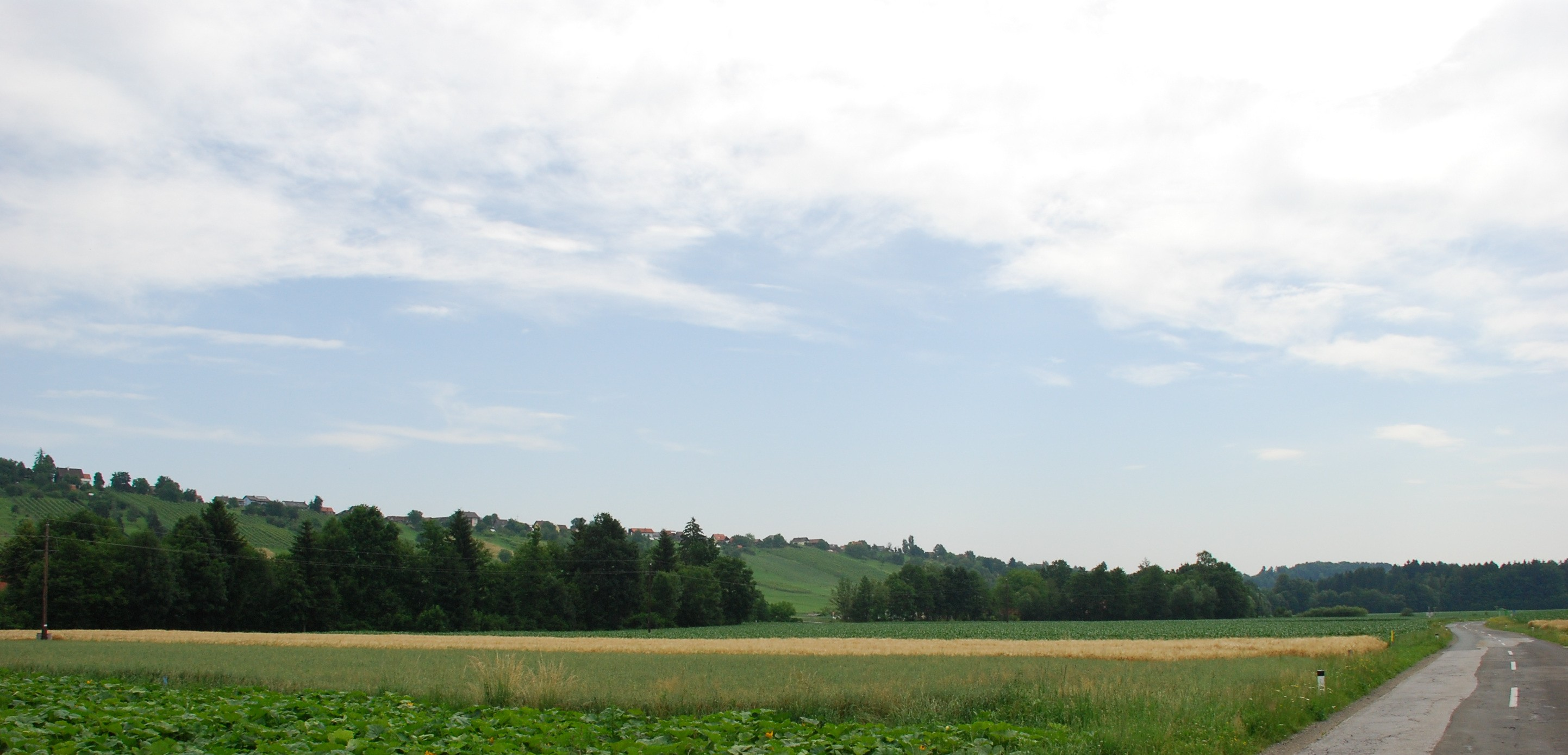
Am Unterlauf des Wildbaches im Ort Wildbach bei Deutschlandsberg

Der Oberlauf des Baches überwindet in wenigen Kilometern mehrere hundert Meter Höhenunterschied. Dieses starke Gefälle hat seinen Grund in der Entstehung der Koralpe:
Die Koralpe ist geologisch ein emporgehobener Gebirgsteil, eine Pultscholle.
Von ihrem Gebirgskamm (an dem sich die Quellgebiete befinden) müssen die Wasserläufe auf kurzen Strecken große Höhenunterschiede in das Tiefland überwinden (beim Wildbach: in das Grazer Becken).
Die steilen Hänge der Flusstäler führen zu Hangrutschungen, durch welche Mineralienfundstellen erschlossen werden.
Auch Straßenbauten (insb. für Forststraßen) und Steinbrüche machen Fundstellen, z. B. für Granate, zugänglich. Die Fundstellen werden durch an die hundert Pegmatite unterschiedlicher Mächtigkeit (vom Dezimeter-Bereich bis zu 20 Meter und mehr) gebildet. Bei ihnen wurden in kleinen Mengen mit Kristallen in Millimetergröße Uranminerale (Uranglimmer, Autunit, Torbernit, Uraninit), Uranopale, Turmalin, Zirkon, Dumortierit und andere Mineralien gefunden; in mehreren Steinbrüchen im Wildbachtal wurde Marmor abgebaut, einer der Steinbrüche lieferte den ersten Fund von Spodumen im Koralmgebiet.
Die Zusammensetzung der Gesteine (Geschiebe) im Bachbett des Wildbaches und seiner Quellbäche wurde wissenschaftlich untersucht.

## Geschichte

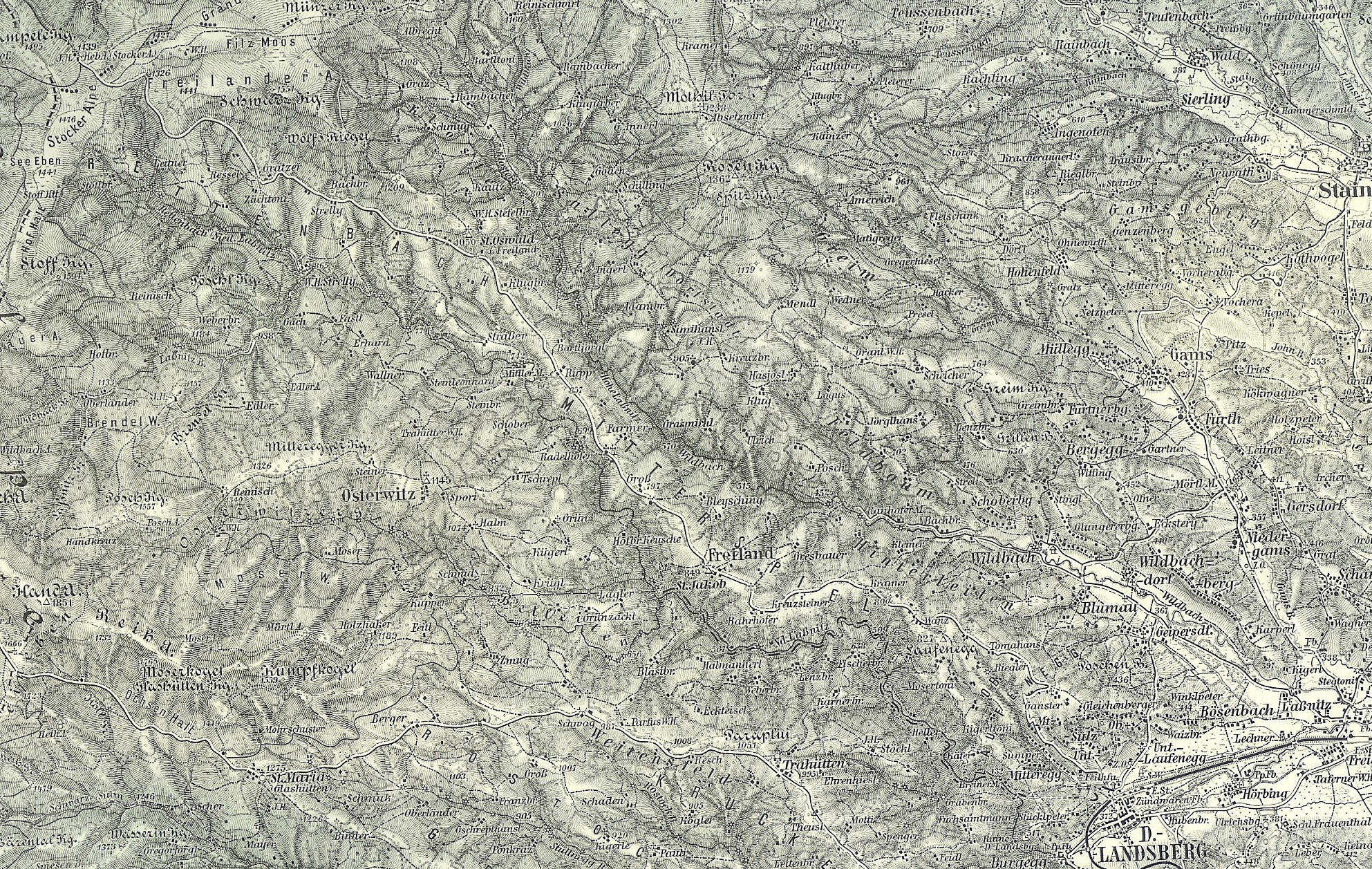
Oberlauf von Laßnitz und Wildbach, Wildbach auch als Hohe Laßnitz: ca. 1932

Der Gattungsbegriff wurde beim Wildbach zum Eigennamen: Der Wildbach ist ein Wildbach. Der Name Laßnitz ist slawischen Ursprungs.
Der Wechsel zwischen slawischen und deutschen Bezeichnungen hat mit einer Besiedlungswelle ab dem 8. Jahrhundert aus deutschsprachigen Gebieten im Rahmen der Entstehung der Karantanischen Mark oder im Rahmen der Salzburgischen Besitzungen an der Sulm und der Laßnitz begonnen.
Informationen, die im Gebiet der mittleren Koralpe einen Fluss Laßnitz nennen, sind nicht eindeutig: Es können mehrere Gewässer gemeint sein, die zwar zum selben Flusssystem gehören, aber einige Kilometer (und mehrere Hundert Höhenmeter) auseinander liegen können: Oberlauf der Laßnitz, Wildbach oder Rettenbach:
In der Josephinischen Landesaufnahme 1787 ist die Laßnitz als Groß Lasnitz Bach ausgewiesen, der Wildbach als Klein Lasnitz Bach. Im Sprachgebrauch, aber auch in Landkarten wurde der Wildbach bis in die 1980er Jahre auch Hohe Laßnitz genannt.
Später war er als Wildbach (Hohe Laßnitz) verzeichnet.
Ab ca. 1990 enthalten die Karten nur mehr die Bezeichnung Wildbach.
In älteren Publikationen kann der Wildbach auch als Niedere Laßnitz und dafür der heutige Rettenbach als Hohe Laßnitz bezeichnet sein.
Die Namensvarianten sind darauf zurückzuführen, dass im 19. Jahrhundert der Ursprung der Laßnitz auch auf der Hebalm angenommen und damit der Rettenbach als Oberlauf der Laßnitz gesehen wurde.

## Umwelt
Der Wildbach weist keine gravierenden Umweltbeeinflussungen auf.
Die landwirtschaftliche Düngung und die Besiedelung im Unterlauf führte bisher nur zu geringen Belastungen durch Düngemittelrückstände.
Der Oberlauf des Wildbaches liegt in einem Landschaftsschutzgebiet.

### Fauna
Im Gewässer selbst leben Bachforellen.
Am Wasser des Oberlaufes leben Libellen und Köcherfliegen. Deren Larven sind ein verlässlicher Indikator der Wasserqualität, sie kommen nur in Gewässern mit guter bis sehr guter Wasserqualität vor.

### Flora
Am Oberlauf des Wildbaches wachsen seltene Pflanzen: Die Sturzbach-Gemswurz und der Glimmer-Steinbrech, der nur im Gebiet des weststeirischen Randgebirges und seiner Ausläufer (Koralpe, Bachergebirge) gefunden wurde. Er gedeiht an trockenen Stellen unter überhängenden Felsen möglichst ohne direkten Kontakt mit Niederschlagswasser (Regen usw.) und verträgt kein starkes Licht: Die tief eingeschnittenen Täler des Wildbaches und seiner Zuflüsse sind eines seiner Verbreitungsgebiete.
Im Gebiet ist ein außergewöhnlich tief liegender Standort von Pflanzen dokumentiert, die üblicherweise in höheren Regionen vorkommen. Dies wird als Relikt eiszeitlicher Vegetationsverhältnisse zur Diskussion gestellt.

### Wasserqualität
Die Wassergüte liegt im Oberlauf bei Güteklasse I-II (nahezu unbelastet), danach bei Güteklasse II, bedingt durch Belastungen aus Siedlungen und Düngung landwirtschaftlicher Flächen.
Die Wasserhärte ist gering (Bereich 1–2 - weiches Wasser).

### Böden
Die landwirtschaftlich nutzbaren Böden sind Braunerdeböden mit nahezu allen Varianten der Wasserversorgung vom Ranker bis zum Pseudogley. Im Oberlauf handelt es sich um Felsbraunerden aus kristallinen Schiefern als mittelwertiges Acker- und Grünland, eine Ackernutzung ist nur bis in eine Seehöhe von 800–1000 m sinnvoll. Ab dem Ort Wildbach liegen (ehemalige) Auböden und silikatische Lockersediment-Braunerden vor, die teilweise aus Tertiärsediment gebildet sind (Florianer Tegel).

## Sehenswürdigkeiten und Bauwerke
Im Ort Wildbach befindet sich auf einer kleinen Anhöhe das gleichnamige Schloss: Nach der Zerstörung des Vorgängerbaus durch die Türken wurde es 1534–1540 neu gebaut, ein Umbau erfolgte 1730–1788 (eingeschränkte Besichtigungsmöglichkeit, weil Privatbesitz). Vorhanden sind zarte Rokoko-Strukturen, Empireöfen, eine Kapelle der Hl. Anna und eine Gedächtnisstätte an den Besuch Franz Schuberts vom 10.–12. September 1827.
Es trifft aber nicht zu, dass Teile seines Forellenquintetts in diesem Schloss entstanden sein sollen.
Dieses Werk entstand bereits ca. 1819, wurde aber erst 1829 nach Schuberts Tod veröffentlicht, wobei es zu dieser Zuschreibung kam.
Am Südhang des tief eingeschnittenen Wildbachtales überwindet die Hinterleitenstraße (als Teil der Landesstraße 606 Hebalmstraße) zwischen dem Ende des Ortes Wildbach und dem Sattel beim Bauernhof vlg. Groß mit umfangreichen Sicherungsbauten und Spitzkehren einen Höhenunterschied von ca. 400 Metern. Die früher an dieser Verbindung vorhandene Straßensteigung von teilweise über 25 % wurde erst beim Ausbau dieser Straße in den Jahren 1983 bis 1986 beseitigt. Auch danach ist die Verbindung so steil, dass sie für Bergrennen (Bergpreise des Radclubs Deutschlandsberg) genützt wird, die zur Österreichischen Radmeisterschaft gehören.

## Wirtschaft
Land- und Forstwirtschaft (einschließlich Almwirtschaft und Jagd) ist neben Gastgewerbe- und Tourismusbetrieben die einzige ganzjährige Wirtschaftsform. Großindustrie fehlt.

### Abwanderung
Das Einzugsgebiet des Wildbachs am Oberlauf ist Abwanderungsgebiet. Mehrere Bauernhöfe, die zu Beginn des 20. Jahrhunderts noch bewirtschaftet waren, waren am Ende dieses Jahrhunderts verlassen oder nur mehr als Wochenend- oder Jagdwohnung bzw. das Wirtschaftsgebäude als Viehstall benützt (z. B. Gratzen, Rambacher). Andere Höfe sind Nebenerwerbsbetriebe geworden oder werden von anderen Bauernhöfen aus bewirtschaftet.

### Landwirtschaft
Die Böden am Oberlauf lassen aufgrund von Qualität und Höhenlage nur eingeschränkt Ackerwirtschaft zu.
Bei den hauptberuflich bewirtschafteten Bergbauernhöfen im Einzugsgebiet des Wildbaches dominieren Viehzucht und Grünlandwirtschaft, teilweise wird Getreide angebaut (hauptsächlich Gerste und Weizen, früher auch Roggen und Hafer). Der bis in die 1960er Jahre verbreitete Erdäpfel- und Futterrübenanbau wurde eingestellt.
An Kulturtieren werden auf den Bauernhöfen hauptsächlich Rinder und Schweine gehalten. Wichtigste Rinderrassen sind die Schwarzbunten und das Fleckvieh. Daneben werden mit Charolais, weißblauen Belgiern und anderen Rassen Fleischrindrassen gezüchtet. Die Schweinezucht umfasst hauptsächlich die Rassen Pietrain, Landrasse und Edelschwein. An Hühnern sind die Sulmtaler verbreitet. Bäuerliche Milchproduktion und Lieferung an die örtlichen Molkereien, früher eine landwirtschaftliche Haupterwerbsquelle, ist in den letzten Jahrzehnten zugunsten der Rindfleischproduktion stark zurückgegangen.
Rotwild (Hirsche), Gämsen, Schwarzwild (Wildschweine) am Oberlauf und allgemein Rehe und Hasen sind die häufigsten größeren Wildtiere des Einzugsgebietes des Wildbaches. Dachse sind selten geworden. Häufiges Raubwild ist der Fuchs. Das Waldgebiet am Oberlauf beherbergt Auerwild (Auerhuhn). Ein häufiger Greifvogel, der auch freilaufende Hühner und Katzen schlägt, ist der Bussard.
Der Unterlauf wird von der landwirtschaftlichen Mais- und Kürbisproduktion dominiert. Die Kürbisproduktion ist Teil der Erzeugung von Kernöl.
Im Gebiet des Ortes Wildbach am Unterlauf des Wildbaches ist der Ab-Hof-Verkauf landwirtschaftlicher Produkte (z. B. Kernöl) und der Heurigenbetrieb (österr. für „Buschenschank“) eine wichtige landwirtschaftliche Erwerbsquelle.
Im milden Klima am Unterlauf wachsen Edelkastanien.

### Weinbau
Der Wildbach durchfließt im Unterlauf das Weinbaugebiet Weststeiermark. Er liegt in der Kernzone des Schilcher-Anbaues. Diese Weinsorte wird aus der Rebe Blauer Wildbacher gekeltert. Diese Rebe ist nach dem Ort Wildbach bei Deutschlandsberg (nun Ortsteil von Deutschlandsberg) benannt.

### Forstwirtschaft
Die Wälder am Wildbach (hauptsächlich Fichten, Tannen, Rotföhren und Lärchen, an Laubholz Linden und Eschen) werden durch bäuerliche Forstbetriebe genützt.

### Gewerbliche Betriebe
Am Lauf des Wildbaches und seiner Zuflüsse befinden sich einige Kleinkraftwerke zur Versorgung angrenzender Bauernhöfe und Gewerbebetriebe. Bis zu Beginn des 20. Jahrhunderts wurde die Wasserkraft des Flusses auch durch eine Reihe von Mühlen und einfachen Sägewerken genützt.
In Frauental an der Laßnitz befindet sich ein großes Keramikwerk (hauptsächlich Industrieporzellan wie Isolatoren).

### Statistik
Mittlere Abflussmenge: 0,2 m³/s.